# L'Homme de ma vie (film, 1952)
Pour les articles homonymes, voir L'Homme de ma vie.
Pour plus de détails, voir Fiche technique et Distribution.
L'Homme de ma vie est un film franco-italien réalisé par Guy Lefranc, sorti en 1952.

## Synopsis
Une jeune fille quitte le collège pour vivre chez sa mère qu'elle ne connaît pas.

## Fiche technique
- Titre français : L'Homme de ma vie
- Réalisation : Guy Lefranc, assisté de Gérard Ducaux-Rupp et Maurice Delbez
- Scénario : Michel Audiard et Henri Jeanson
- Photographie : Carlo Carlini
- Musique : Paul Misraki
- Montage : Christian Gaudin
- Production : Jacques Bar
- Sociétés de production : Cité Films, FilmEuropa et Paris Film Productions
- Pays de production :  France -  Italie
- Tournage : du 6 octobre 1951 au 22 novembre 1951 aux studios Cinecittà
- Format : Noir et blanc - 1,37:1 - 35 mm - Son mono
- Genre : Film dramatique
- Durée : 98 minutes
- Date de sortie : 
  - France : 16 avril 1952

## Distribution
- Madeleine Robinson : Madeleine Dubreuil
- Jeanne Moreau : Suzanne Dubreuil
- Jane Marken : Emma
- Giovanni Glori : Grino Alberto
- Serge Bento : Paul-Edmond
- Walter Santesso : Michel
- Henri Vilbert : Léon Fontaine
- Émile Genevois : M. Grino (non crédité)